# Manucodia
Manucodia es un género de aves paseriformes de la familia Paradisaeidae. Incluye varias especies de aves del paraíso propias de las selvas de Nueva Guinea e islas adyacentes.

## Especies
Se reconocen las siguientes según IOC:
- Manucodia ater (Lesson, 1830).
- Manucodia chalybatus (Forster, JR, 1781).
- Manucodia comrii Sclater, 1876.
- Manucodia jobiensis Salvadori, 1876.